# Jan Nicolaas Floris van Nassau-LaLecq

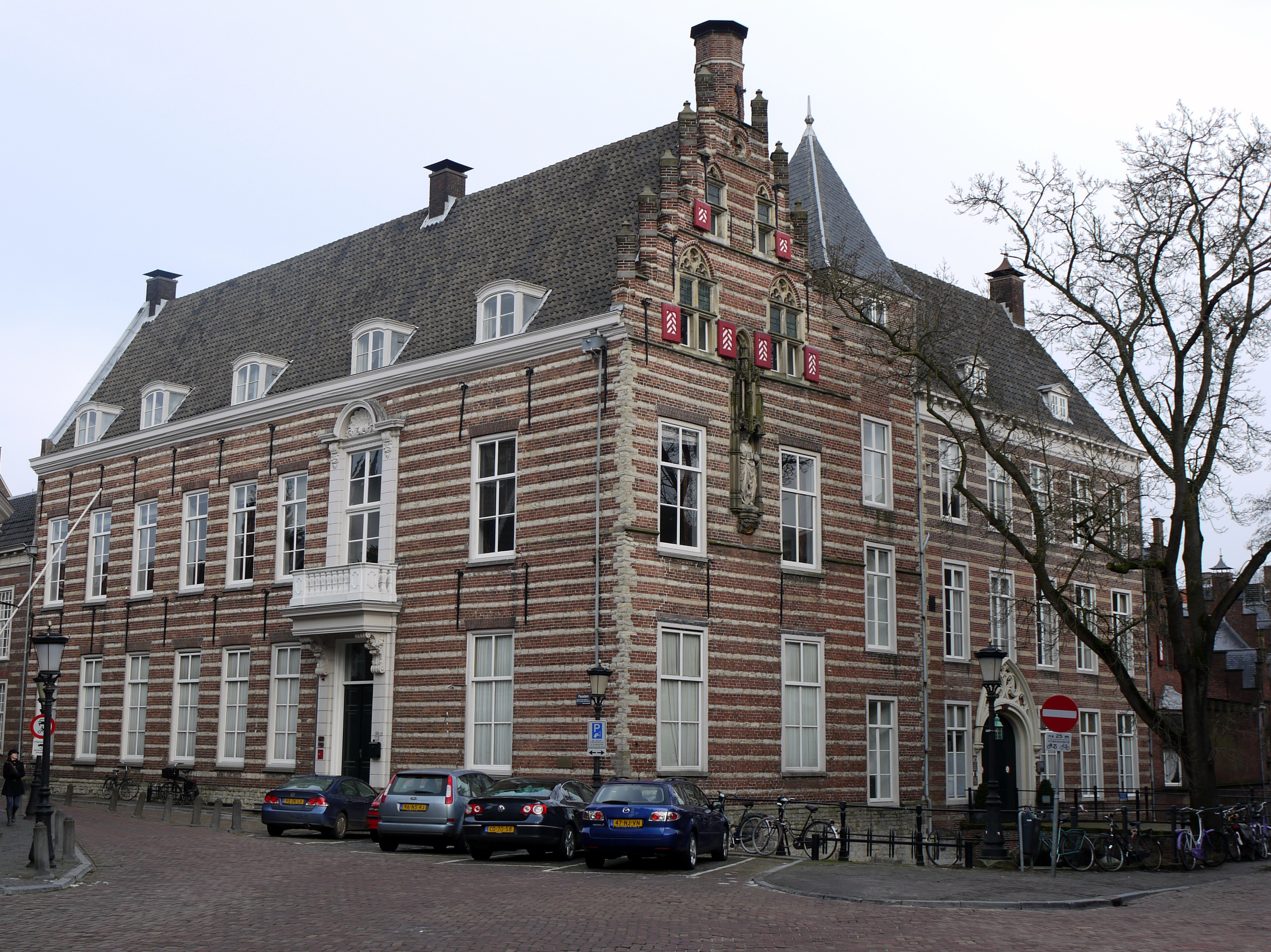
Paushuize gezien vanaf de Nieuwegracht

Jan Nicolaas Floris van Nassau-LaLecq, heer van Ouderkerk (Luik, 4 augustus 1709 - Utrecht, 10 april 1782) was commandant van het garnizoen Doornik in 1738.
Jan Floris werd door de Staten van Utrecht in 1753 benoemd tot buitengewoon raadsheer bij het Hof van Utrecht, en in 1755 tot schout van de stad Utrecht.
Blijkens een akte van hypotheek van 19 mei 1751 bezat hij het huis Groot-Paushuize te Utrecht.

## Familie
Van Nassau-LaLecq was de jongste zoon van Maurits Lodewijk II van Nassau-LaLecq (1670-1740). Hij trouwde in 1736 met Cornelia van Hangest d'Yvoy, vrouwe Van Nieuwland (1714-1744) en in 1749 met Maria Anna Testas (1715-1795). Uit zijn eerste huwelijk is 1 kind en uit zijn tweede huwelijk werden 4 kinderen geboren, onder wie: Jan Floris van Nassau-LaLecq (1751-1814).
Jan Nicolaas Floris werd op 17 april 1782 bijgezet in de grafkelder van Nassau-LaLecq in de kerk van Ouderkerk aan den IJssel.